# Xeuilley
 Xeuilley  es una población y comuna francesa, situada en la región de Lorena, departamento de Meurthe y Mosela, en el distrito de Nancy y cantón de Vézelise.

## Demografía
| 728 | 736 | 647 | 693 | 779 | 755 |
| Para los censos de 1962 a 1999 la población legal corresponde a la población sin duplicidades (Fuente: INSEE [Consultar]) |     |     |     |     |     |